# Joyeuses Misères de trois voyageurs en Scandinavie

Joyeuses Misères de trois voyageurs en Scandinavie est un roman inachevé de Jules Verne. Il est rédigé deux ans avant Cinq Semaines en ballon ; un fac-similé en a été publié en 2003, dans le hors-série de la revue GEO intitulé Jules Verne, l’Odyssée de la Terre.
Il ne subsiste de l’œuvre que les douze premières pages correspondant au premier chapitre du roman. Ce dernier a été écrit à partir des notes qu’a prises Jules Verne à l’occasion d’un voyage en Scandinavie accompli en 1861 en compagnie de deux de ses meilleurs amis, le musicien nantais Aristide Hignard (1822-1898) et l'avocat « Émile L… » dont l’identité est restée longtemps mystérieuse. On sait aujourd'hui qu'il s'agit d'Émile Lorois, député français, né à Vannes en 1831 et avocat au barreau de Paris.

## Thèmes abordés dans le récit
- L’invitation au voyage.
- La mythologie scandinave.
- Le problème de choisir de bons compagnons de voyage.

## Liste des personnages
- Aristide H…
- Émile L…
- Baron de Rothschild.